# Oulton Park

Mapa del autódromo de Oulton Park con los distintos trazados.

Oulton Park es un autódromo inaugurado en el año 1953 y situado en el condado de Cheshire, Inglaterra, a 21 km de la ciudad de Chester. En la actualidad, el circuito suele recibir a los principales campeonatos de deportes de motor del Reino Unido: turismos, Fórmula 3 y Superbikes; el gran ausente son los gran turismos. Oulton Park pertenece a MotorSport Vision desde 2004.
El circuito completo tiene 4307 metros de extensión, cuyo récord de vuelta de 1'29.49 lo registró Sebastian Hohenthal durante la temporada 2007 de la Fórmula 3 Británica. Existen dos variantes cortas de 3616 y 2656 metros, que recortan o eliminan la sección al borde del lago. Knickerbrook solía ser un curvón con peralte invertido muy peligroso; luego de la muerte de Paul Warwick, esa sección pasó a usarse con una chicana.

## International Gold Cup
La International Gold Cup ("Copa de Oro Internacional") es una carrera de monoplazas que se corre desde 1954 en Oulton Park. En sus inicios, la copa servía como fecha no puntuable de la Fórmula 1. Entre los ganadores se encuentran los campeones de Fórmula 1 Jack Brabham, Jackie Stewart, Jim Clark, Denny Hulme y John Surtees; los mayores vencedores son Surtees y Stirling Moss, con cinco triunfos.
Cuando los costos de esos automóviles los llevaron a restringirse al calendario oficial, la carrera pasó a disputarse con Fórmula 5000 y finalmente Fórmula 3000. La International Gold Cup se revivió en 2002 como una carrera de automóviles históricos.